# Hampton Court Palace
Hampton Court Palace je původní královský palác v londýnském obvodu Richmondu. Palác je vzdálen 18,9 km na jihozápad od Charing Cross. V současnosti je přístupný pro veřejnost. V parku u paláce se každý rok koná květinová slavnost Hampton Court Palace Flower Show.

## Historie

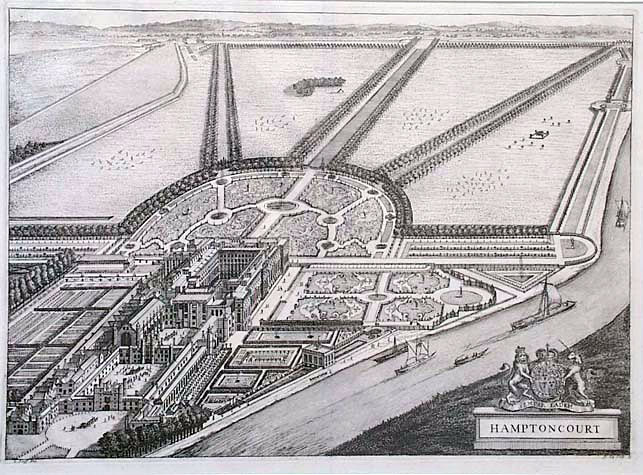
Hampton Court v roce 1708, obrázek z Britannia Illustrata

Od roku 1263 se na místě současného paláce nacházel statek Rytířů maltézského kříže. V roce 1505 si pronajal tuto usedlost nejvyšší komoří sir Giles Daubeney a využíval ji pro rozptýlení Jindřicha VII.

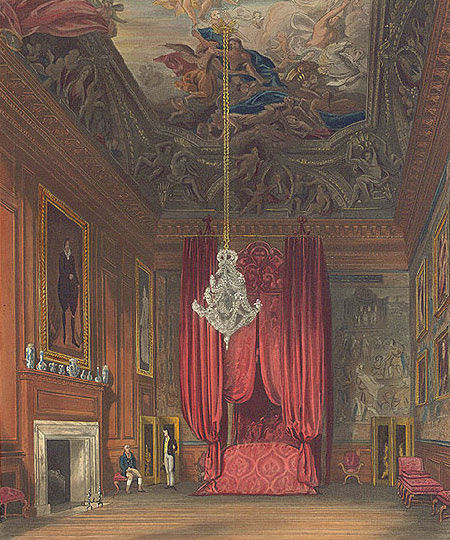
Ložnice královny Marie, jedna z místností v části navržené Christopherem Wrenem

Thomas Wolsey, v době kdy zastával funkci arcibiskupa z Yorku a prvního ministra krále, převzal nájem a původní panské sídlo nechal v průběhu následujících sedmi let rekonstruovat a vytvořil tak základ současné podoby paláce. Wolsey chtěl vytvořit z tohoto paláce kardinálské renesanční sídlo po vzoru italských paláců.
Palác si přivlastnil, ještě za života Wolseyho, asi v roce 1525, Jindřich VIII. Tudor, který nechal postavit Velkou aulu – poslední velkou středověkou aulu postavenou pro anglického panovníka a tenisový kurt (pro původní verzi tenisu, z něhož se vyvinula současná podoba tenisu).
Roku 1604 byl palác místem jednání Jakuba I. s reprezentací anglických puritánů, známého jako Hampton Court Conference. Důsledkem neúspěchu jednání bylo rozhodnutí krále Jakuba I. vydat vlastní verzi, tzv. Bibli krále Jakuba (anglicky King James Version Bible).

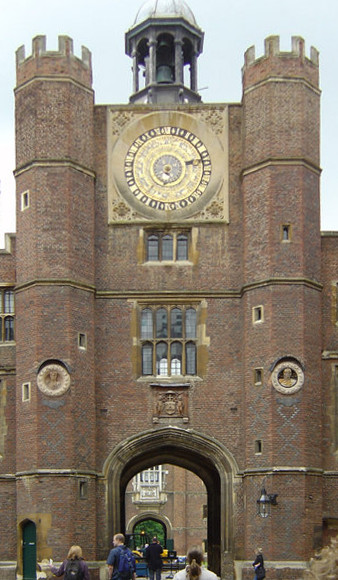
Hodinová věž vypínající se nad průchodem mezi vnitřní a vnější částí.

Za vlády Marie II. a Viléma Oranžského byla část přestaveb vzniklých v době Jindřicha VIII. zbořena a část státních komnat se začala běžně používat. Polovina paláce byla v období let 1689 až 1694 přestavěna. Po smrti královny Marie ztratil Vilém zájem o rekonstrukci paláce. Poté byl palác znovu opomíjený až do doby Jiřího II. a jeho manželky Karolíny, kdy byl palác vybaven novým nábytkem, který navrhl architekt William Kent. Královniny soukromé komnaty – koupelna, ložnice a soukromá kaple – jsou přístupné veřejnosti.
Od roku 1760 panovníci preferovali jiná londýnská sídla, a tak Hampton Court přestal být využíván jako královský palác.
Roku 1796 započala rekonstrukce Velké auly a po jejím dokončení roku 1838 královna Viktorie zpřístupnila palác pro veřejnost. Velký požár v královském pokoji roku 1986 si vyžádal rekonstrukci některých místností, která byla ukončena roku 1995.

## Labyrint
Poblíž Hampton Courtu je světoznámý labyrint ze živého plotu. Založen byl okolo roku 1689 až 1695 Jiřím Londonem a Henrym Wisem pro Viléma Oranžského.
Labyrint se rozprostírá na ploše 1300 m² a je dlouhý 800 m. Je pravděpodobné, že byl vytvořen na místě předchozího bludiště vytvořeného pro kardinála Wolseyho. Plot tvořily původně stromky habru ale časem bylo na jeho opravy použito i jiné druhy stromků a keřů.
Labyrint se nachází v zahradách o ploše 243 000 m² obklopujících palác.